# 108 (gruppo musicale)
I 108 sono un gruppo musicale hardcore punk statunitense attivo dal 1991 e originario di New York. La band nacque dall'unione di una parte degli Inside Out e degli Shelter, e prendeva il nome dal numero sacro per la religione Kṛṣṇa.

## Formazione

### Formazione attuale
- Rob Fish
- Vic DiCara
- Tim Cohen
- Mike Justian

### Ex componenti
- Chris Daly
- Kate Reddy
- Len Greenblatt
- Tom Hogan
- Antonio Valladares
- Franklin Rhi

## Discografia

### Cassette
- 1991 – Spoken Words, MC, autoproduzione, USA
- 1993 – Demo 1992, , autoproduzione, USA

### Album studio
- 1993 – Holyname, , Equal Vision Records EVR 6, USA
- 1994 – Songs of Separation, , Equal Vision Records EVR15, USA
- 1996 – Threefold Misery, , Lost And Found Records LF230, Germania
- 1997 – One Path For Me Through Destiny, CD, Lost And Found Records LF230, Germania
- 2006 – Oneoeight, CD, autoproduzione, USA
- 2007 – A New Beat From A Dead Heart, , Deathwish DW59.1, USA
- 2010 – 18.61, , Deathwish DW108, USA

### EP
- 1995 – Curse of Instinct,  (x50), autoproduzione Envelope 01, USAristampato nel 1996 da Lost And Found Records
- 1997 – Serve And Defy, CD, Lost And Found Records LF 254, Germania
- 1997 – Serve And Defy, CD, Lost And Found Records LF 254, Germania

### Video
- 2000 – Curse Of Instinct : 108's Final Tour, VHS, Reflections Records, Paesi Bassi